# Мильштейн, Яков Исаакович
Яков Исаакович Мильштейн (1911—1981) — советский музыковед, пианист и педагог. Доктор искусствоведения (1942).

## Биография
Яков Мильштейн родился 4 февраля 1911 года в городе Воронеже, в еврейской семье. Отец его Исаак Мильштейн (?—1920) был музыкальным мастером и педагогом. Первоначально учился в Воронежском музыкальном училище у М. Д. Берлин-Печниковой. С 1925 года жил в Москве.
В 1932 году окончил Московскую консерваторию по классу фортепиано К. Н. Игумнова и аспирантуру при ней (в 1935 году). Из-за болезни рук Мильштейн не смог концертировать и ему пришлось посвятить себя педагогике и музыкально-писательской деятельности. Среди его учеников — Е. И. Леонская, Б. Б. Бехтерев, М. В. Мдивани, В. В. Сахаров.
С 1935 года преподавал в Московской консерватории по классу фортепиано, профессор — с 1963 года. Также работал в качестве редактора сочинений для фортепиано русских и западноевропейских композиторов. В 1941 году в Московской консерватории защитил докторскую диссертацию на тему «Франц Лист и его пианизм». С 1935 года был помощником Игумнова вплоть до его смерти в 1948 году.
В 1975 году Яков Мильштейн был избран почетным членом Общества Ференца Листа в Будапеште.
Жил в Москве в 4-м Сыромятническом переулке, 3/5 и в Брюсовом переулке, 8/10.
Награждён орденом «Знак Почёта» (14.10.1966).
Яков Исаакович Мильштейн умер 4 декабря 1981 года в Москве. Похоронен на Введенском кладбище (12 уч.).

## Семья
- Сын — Сергей Мильштейн, музыкант и педагог, живёт в Женеве[5].
  - Внучки — Наталья Мильштейн (род. 1995), французская пианистка; Мария Мильштейн (род. 1985), французская скрипачка.